# کوچک گرگی‌ها
کوچک گرگی‌ها (نام علمی: Lupulella) نام یک سرده از تیره سگان است. این سرده دارای دو گونه شغال پهلونواری و شغال پشت‌سیاه است.

## طبقه بندی
تا سال ۲۰۱۷، دو گونه متعلق به این سرده جزو سردۀ سگ‌ها قرار می‌گرفتند که با بازبینی توسط انجمن پستاندار شناسان آمریکا، سردۀ جدیدی به نام کوچک گرگی‌ها ایجاد شد. در سال ۲۰۱۹، دی‌ان‌ای این دو گونه توسط اتحادیه بین‌المللی حفاظت از طبیعت بازبینی شد و سردۀ جدید مورد تایید قرار گرفت.